# Horní Nivy
Horní Nivy (dříve Horní Nový Grün, německy Ober Neugrün) jsou malá vesnice, část obce Dolní Nivy v okrese Sokolov v Karlovarském kraji. Nachází se asi 1,5 kilometru severozápadně od Dolních Niv. Je zde evidováno 34 adres. V roce 2011 zde trvale žilo 71 obyvatel.
Horní Nivy jsou také název katastrálního území o rozloze 3,63 km².

## Historie
První písemná zmínka o vesnici pochází z roku 1353. Horní Nivy tvořily spolu s vesnicí Dolní Nivy jeden celek. Teprve od 16. století se poprvé odlišují Dolní a Horní Nivy. Až do zániku patrimoniální správy spadala vesnice do falknovského panství Nosticů. Zástavbu tvořily dvě řady velkých čtyřbokých dvorců, situovaných na vyvýšených údolních terasách bezejmenného potoka, přítoku Lomnického potoka. Po druhé světové válce a odsunu německého obyvatelstva došlo jen k částečnému dosídlení, později se přeměnily Horní Nivy na převážně rekreační lokalitu.

## Obyvatelstvo
| Rok            | 1869 | 1880 | 1890 | 1900 | 1910 | 1921 | 1930 | 1950 | 1961 | 1970 | 1980 | 1991 | 2001 | 2011 | 2021 |
| -------------- | ---- | ---- | ---- | ---- | ---- | ---- | ---- | ---- | ---- | ---- | ---- | ---- | ---- | ---- | ---- |
| Počet obyvatel | 231  | 236  | 232  | 220  | 222  | 243  | 242  | 95   | 127  | 111  | 91   | 48   | 60   | 71   | 76   |
| Počet domů     | 35   | 42   | 43   | 42   | 43   | 47   | 51   | 54   | -    | 25   | 24   | 20   | 21   | 25   | 28   |

## Obecní správa
Při sčítání lidu v letech 1850–1873 Horní Nivy byly osadou městyse Svatava v okrese Falknov. V letech 1874–1952 byly samostatnou obcí v okrese Sokolov (v letech 1873–1910 Falknov a v letech 1921–1930 Falknov nad Ohří). Od roku 1953 jsou částí obce Dolní Nivy v okrese Sokolov.